# Kearsley
Kearsley är en ort i distriktet Bolton, Storbritannien. Den ligger i Greater Manchester och riksdelen England, i den centrala delen av landet, 270 km nordväst om huvudstaden London. Kearsley ligger 100 meter över havet och antalet invånare är 10 127.
Terrängen runt Kearsley är platt, och sluttar söderut. Runt Kearsley är det mycket tätbefolkat, med 1 956 invånare per kvadratkilometer. Närmaste större samhälle är Manchester, 11,2 km sydost om Kearsley. Runt Kearsley är det i huvudsak tätbebyggt.